# Hendrik Weyenbergh
Hendrik Weyenbergh jr. (6 december 1842 in Haarlem – 27 juli 1885 in Bloemendaal) was een Nederlandse zoöloog, entomoloog en paleontoloog, die vooral in Argentinië werkte.

## Leven
Weyenbergh studeerde aanvankelijk chirurgie en verloskunde aan de Geneeskundige School in Haarlem en studeerde daar op 21-jarige leeftijd af. Hij zette zijn studie in Utrecht voort en promoveerde ten slotte aan de Universiteit van Göttingen met een entomologisch proefschrift. Al vroeg sprak Weyenberg zijn steun uit voor Darwins evolutietheorie.
In 1872 vestigde Weyenbergh zich in Argentinië op uitnodiging van Hermann Burmeister. Hij doceerde er aan de Universidad Nacional de Córdoba tot hij in het middelpunt terechtkwam van een conflict tussen Burmeister en enkele jonge Europese wetenschappers. In zijn oratie uit 1873 verwees Weyenbergh niet alleen naar Darwins evolutietheorie – waar Burmeisters fel tegen gekant was – maar eveneens naar Ernst Haeckels Generelle Morphologie, waarin Burmeister expliciet was bekritiseerd. Burmeisters onverzoenlijke en autoritaire houding veroorzaakte een opstand onder de jonge Europese wetenschappers die hij zelf naar Argentinië had gehaald. De zaak leidde in 1874 tot het ontslag van Weyenberghs en enkele van diens collega's – wat op zijn beurt enkele Europese wetenschappers ertoe bracht om Burmeister scherp te bekritiseren.
Weyenbergh verliet Cordóba echter niet. Hij stichtte het Zoölogische Museum in Córdoba (1873) en was medeoprichter van de Entomologische Sociëteit van Argentinië (Sociedad Entomológica Argentina). Hij schopte het eveneens tot President van de Argentijnse Academia Nacional de Ciencias (1878). In 1884 keerde hij in verband met ziekte naar Nederland terug, waar hij in 1885 stierf.

## Werken
Weyenbergh is vooral actief geweest als entomoloog. Daarnaast beschreef hij verschillende zoetwatervissen in Argentinië, hoewel hij geen ichtyoloog was. Veel hiervan worden tegenwoordig gezien als synoniemen van andere taxa, zoals Synbranchus doeringii. Daarnaast heeft hij gepubliceerd op het gebied van fossiele insecten. De conservator van Teylers Museum in Haarlem, T.C. Winkler, kocht verscheidene holotypen van door Weyenberg beschreven soorten en correspondeerde eveneens uitgebreid met hem.

## Weblinks
- Over Synbranchus doeringii, een door Weyenbergh beschreven vissensoort.

- Bibliothèque nationale de France: cb13026659r (data)
- Biografisch Portaal: 76126147
- Digitale Bibliotheek voor de Nederlandse Letteren: weye003
- Gemeinsame Normdatei: 105513008X
- International Standard Name Identifier: 0000 0000 3012 1015
- Library of Congress Control Number: n88605329
- Nationale Bibliotheek van Tsjechië: mub2015855607
- Nederlandse Thesaurus van Auteursnamen: 07040660X
- Istituto Centrale per il Catalogo Unico: MODV168744
- Virtual International Authority File: 5292137
- WorldCat: E39PBJpjd7vFQ3yKVKpqdkGyh3